# Ministère des Affaires étrangères (Biélorussie)

Drapeau du ministère

Le ministère des Affaires étrangères de la république de Biélorussie (en biélorusse : Міністэрства замежных спраў Рэспублікі Беларусь ; en russe : Министерство иностранных дел Республики Беларусь, Ministerstvo inostrannykh del Respubliki Belarus) est le ministère du gouvernement biélorusse qui supervise les relations extérieures de la Biélorussie.
Le ministre des affaires étrangères actuel, Maxim Ryjekov, a été désigné le 27 juin 2024 par Loukachenko.
Anatoly Glaz, diplomate et porte-parole du ministère, a critiqué les sanctions internationales contre le régime de Loukachenko et justifié les interdictions imposées aux journalistes étrangers de travailler en Biélorussie.

## Histoire

### Période soviétique
En décembre 1920, le Commissariat du peuple aux affaires étrangères a été créé par résolution du deuxième Congrès des soviets de Biélorussie. Avec la formation de l'URSS en 1922, les fonctions de représentation des républiques soviétiques sur la scène internationale sont passées dans la juridiction nationale. Le 1er février 1944, le Soviet suprême de l'URSS adopte une loi donnant aux républiques fédérées des compétences en matière de politique étrangère. Le Commissariat du peuple aux affaires étrangères de la RSS de Biélorussie a ensuite été créé le 24 mars de la même année en conséquence directe d'une résolution adoptée par le Soviet suprême. Selon cette loi, les républiques fédérées ont reçu le droit d'entrer en relations directes avec des États étrangers, de conclure des accords avec eux et d'échanger des missions diplomatiques et consulaires. La structure du Commissariat du peuple comprenait les départements politique, protocolaire et consulaire, le département du personnel et l'administration des affaires. L'effectif du Commissariat du Peuple s'élevait à 27 personnes. Par décret du Præsidium du Soviet suprême de Biélorussie du 26 mars 1946, le Commissariat du peuple a été transformé en ministère des Affaires étrangères et, 12 ans plus tard, le Conseil des ministres a donné l'ordre au ministère de représenter la RSS de Biélorussie aux Nations unies.

### Période post-soviétique
Le 19 septembre 1991, avec la fin de la république soviétique, il s'est transformé en ministère des Affaires étrangères de la République du Bélarus, en vigueur à ce jour à partir d'une loi nationale adoptée lors de la session extraordinaire du Soviet suprême. Le ministère est alors devenu subordonné au Conseil des ministres de la République de Biélorussie. Par décret du président Alexandre Loukachenko du 4 décembre 1998, le ministère a été réorganisé en supprimant trois ministères : celui des Affaires étrangères, celui des Affaires de la CEI et celui des Relations économiques extérieures. Le dernier règlement sur le ministère a été approuvé par décret en juillet 2006. Depuis 2008, la République du Bélarus entretient des relations diplomatiques avec 164 pays du monde, dans 47 desquels 60 missions diplomatiques sont ouvertes. Parmi eux figurent 45 ambassades, 7 missions permanentes auprès d'organisations internationales, 7 consulats généraux et 1 consulat. 12 succursales des ambassades de la République du Bélarus opèrent également à l'étranger.

## Ministres des Affaires étrangères

### République populaire de Biélorussie
- 1918 : Jazep Varonka
- 1918-1920 : Anton Loutskievitch

### RSS de Biélorussie
- 1944–1966 : Kouzma Kisséliov (en)
- 1966–1990 : Anatoli Gourinovitch (en)

### République de Biélorussie
- 1990–1994 : Piotr Kravtchenko (en)
- 1994-1997 : Vladimir Senko (en)
- 1997–1998 : Ivan Antonovitch (en)
- 1998–2000 : Oural Latypov (en)
- 2000–2003 : Mikhaïl Khvostov (en)
- 2003–2012 : Sergueï Martynov
- 2012-2022 : Vladimir Makeï
- 2022–2024 : Sergueï Aleïnik
- depuis 2024 : Maxim Ryjekov

## Structure
La structure du ministère des Affaires étrangères de la République du Bélarus en août 2019:
- Ministre des Affaires étrangères (poste vacant)
- Premier sous-ministre (poste vacant)[4]
  - Direction juridique générale
    - Bureau des traités internationaux
      - Département des traités bilatéraux
      - Département des traités multilatéraux

    - Département légal

  - Bureau de la Russie et de l'État de l'Union
    - Département pour le développement des relations alliées
    - Direction de la mise en œuvre des programmes économiques

  - Gestion des régions de Russie
    - Département du Centre, de la Volga et du Sud de la Russie
    - Département du Nord-Ouest, de l'Oural, de la Sibérie et de l'Extrême-Orient

  - Bureau de la Communauté des États indépendants et de la Communauté économique eurasienne
  - Bureau des relations bilatérales avec les pays de la Communauté des États indépendants
  - Bureau de la sécurité internationale et du contrôle des armements
    - Département d'Ukraine, de Moldavie et de Transcaucasie
    - Département d'Asie centrale
- Vice-ministre
  - Département principal d'organisation et de contrôle
    - Bureau de documentation et de contrôle
      - Département du travail organisationnel
      - Département de la documentation et du contrôle
      - Département historique et archivistique

    - Bureau de coordination et de planification
    - Secrétariat de l'UNESCO
    - Bureau d'Amérique
      - Département d'Amérique latine
      - Division États-Unis et Canada

    - Bureau Asie et Afrique
      - Département d'Asie
      - Département Afrique et Moyen-Orient
- Direction générale de la diplomatie internationale
  - Bureau de la politique mondiale et de la coopération humanitaire
  - Bureau de coopération économique et de développement durable
- Vice-ministre
  - Siège européen
    - Bureau de coopération bilatérale
      - Département Europe centrale
      - Département de l'Europe du Nord
      - Département de l'Europe de l'Ouest

    - Bureau de coopération pan-européenne
      - Division de l'Organisation pour la sécurité et la coopération en Europe et du Conseil de l'Europe
      - Département de l'intégration européenne

  - Département d'analyse de la politique étrangère
  - Gestion de l'information
    - Service de presse
    - Service de soutien à l'information

  - Service de protocole d'état[5]
    - Département des visites
    - Département du travail avec le corps diplomatique
    - Secteur Protocole

  - Département consulaire principal
    - Gestion de l'analyse, de la planification, des politiques de visas et tarifaires
    - Service Juridique Consulaire
    - Département de la citoyenneté et des voyages à l'étranger
    - Office des étrangers

  - Gestion monétaire et financière
    - Département de la comptabilité et des rapports du bureau central
    - Direction du financement et du reporting des agences étrangères
    - Département de la méthodologie et des travaux de contrôle et d'audit

  - Département des services diplomatiques
    - Département de logistique
    - Département de la construction et de l'immobilier
- Vice-ministre (Alexander Guryanov)
  - Département des affaires économiques étrangères
    - Bureau d'appui à l'exportation
      - Département de la promotion des exportations et des investissements
      - Département d'analyse et de planification
      - Département du travail avec les missions étrangères

    - Département de la politique de commerce extérieur
      - Département des mesures de protection et de l'accès au marché
      - Département des douanes et de la réglementation tarifaire et des négociations avec l'OMC

  - Bureau des technologies de l'information
  - Bureau de la sécurité diplomatique
    - Département de sécurité
    - Département des communications spéciales
    - Département d'ingénierie de la sécurité
- gestion des ressources humaines
  - départements des ressources humaines
  - Département Formation
- Ambassadeur en mission spéciale
- Ambassadeur itinérant